# Ghost Adventures
 (mai 2023).
Si vous disposez d'ouvrages ou d'articles de référence ou si vous connaissez des sites web de qualité traitant du thème abordé ici, merci de compléter l'article en donnant les références utiles à sa vérifiabilité et en les liant à la section « Notes et références ».
Ghost Adventures (littéralement: « Aventures de fantômes ») est une émission américaine diffusée depuis le 17 octobre 2008 sur la chaîne américaine Travel Channel et dès 2021 sur Discovery +. Produit par My-Tupelo Entertainment, le programme suit les chasseurs de fantômes Zak Bagans, Aaron Goodwin, Jason Wasley et Billy Tolley alors qu'ils enquêtent sur des endroits signalés hantés. L'émission est présentée et commentée par Zak Bagans.
En France, elle est diffusée sur Planète+ A&E, TLC et sur CStar.

## Origine
À l'origine, Ghost Adventures est un long-métrage documentaire indépendant tourné en 2004, il est produit par 4REEL Productions en 2006 pour la télévision. La chaîne SciFi-Universe le diffuse le 25 juillet 2007. Le documentaire est centré sur l'enquête de l'activité paranormale présumée dans et autour de Virginia City (Nevada). L'équipe est d'ailleurs retournée à Virginia City au cours des saisons 3 et 5.

## Casting

### Membres de l'équipe
- Zak Bagans
- Aaron Goodwin
- Billy Tolley (depuis 2009)
- Jay Wasley (depuis 2009)

### Anciens membres toujours actif de l'équipe
- Nick Groff (2008 à 2014) (Saison 10 épisode 3)

### Anciens membres récurrents
- Dakota Laden (2018 à 2019)
- Michael Parry (2014 à 2018)
- Marti Parry (2014 à 2018)
- Ashley Richardson (2013 à 2017)
- Bill Chapel (2010 à 2014)
- Mark Constantino (2008 à 2011)
- Debby Constantino (2008 à 2014) (Saison 10 épisode 1)

### Invités spéciaux
Ghost Adventures a invité quelques personnes célèbres à venir enquêter avec eux au cours des saisons :
- The Real Hollywood Ghost Hunters : épisode Pico House, Los Angeles
- Brendan Schaub : épisode Le Manoir Peabody
- Chad Lindberg : épisode Return To Linda Vista Hospital
- Vince Neil : épisode L'Hôtel Riviera
- Jamie Gold : épisode L'Hôtel Riviera
- Loretta Lynn : épisode Le Ranch de Loretta Lynn
- Brit Morgan : épisode Glen Tavern Inn
- Mimi Page (en) : épisode Glen Tavern Inn
- Post Malone : épisode L'abattoir de Tucson

## Concept
- Si vous ne connaissez pas le sujet, laissez ce bandeau (vous pouvez alors contacter les auteurs).
- Si vous supprimez le contenu mis en cause (vous pouvez préalablement contacter les auteurs),

argumentez précisément cette suppression dans la page de discussion
(un manque de référence n'est pas un argument ; une recherche réelle de référence doit avoir été effectuée, être formellement documentée).
Ouverture d'introduction (rapporté par Zak Bagans) :
(Préambule : Certaines personnes croient aux fantômes. Certaines personnes n'y croient pas.)
« Il y a des choses dans ce monde que nous ne pourrons jamais comprendre entièrement. Nous voulons des réponses. Nous avons travaillé des années pour construire notre crédibilité; notre réputation. Travailler aux côtés des professionnels de renom la plupart dans le domaine ; capturant la preuve du paranormal révolutionnaire. Ceci est notre preuve ; notre Ghost Adventures. »
Zak Bagans, Nick Groff et Aaron Goodwin, ainsi que plus récemment Billy Tolley et Jay Wasley, vont dans des lieux hantés dans l'espoir de collecter des preuves auditives ou visuelles d'activité paranormale. Chaque épisode commence par le tour du site avec les propriétaires ou les gardiens. Ces introductions comprennent généralement la voix-off de Zak qui relate l'histoire du lieu, ainsi que les entretiens avec des personnes qui ont vu ou entendu des phénomènes paranormaux. Sur la base de ces entretiens, l'équipe met un X en ruban adhésif noir sur les points chauds afin d'y installer plus tard des caméras statiques à vision nocturne.
Après avoir terminé la visite, Zak, Nick et Aaron planifient leur stratégie, puis se font enfermer toute la nuit dans le bâtiment pour éviter d'éventuelles contaminations extérieures. Ils utilisent une variété d'équipements, thermomètres, appareils mesurant les champs électromagnétiques, caméras vidéos numériques, enregistreurs audio, caméras infrarouges à vision nocturne et l'Ovilus. L'équipe utilise parfois ce qu'on appelle « les objets déclencheurs » dans le but d'amener une réaction de l'esprit. Zak Bagans parle parfois de façon autoritaire dans le seul but, là aussi, d'amener des phénomènes paranormaux. Au cours de l'épisode sont présentées les preuves audio ou visuelles dans le moment de l'action.
Au cours des saisons, l'équipe affirme avoir capturé des phénomènes paranormaux, certains s'étant produit simultanément, se manifestant notamment par des dysfonctionnements du matériel, des batteries inexplicablement vidées, des fluctuations dans le champ électromagnétique, des changements de température, des bruits inexpliqués, des phénomènes de voix électronique (PVE), des apparitions (fantôme) ou des possessions.

## Émissions

### Saison 1 (2008)
Sauf indication contraire, les informations mentionnées dans cette section peuvent être confirmées par la base de données cinématographiques IMDb,  présente dans la section « Liens externes ».
1. Ghost Adventures (film documentaire)
2. Le Bar "Bobby Mackey's Music World" (Bobby Mackey's Music World)
3. Le Manoir Houghton (Houghton Mansion)
4. Le Pénitencier de Moundsville (Moundsville Penitentiary)
5. La Maison des Riddle (The Riddle House)
6. Les Fantômes de la fonderie Sloss (Sloss Furnaces)
7. L'Hôpital psychiatrique du New Jersey (Abandoned Psychiatric Hospital)
8. Édimbourg capitale des fantômes (Edinburgh Vaults)
9. Le Pénitencier de Boise (Idaho State Penitentiary)

### Saison 2 (2009)
Sauf indication contraire, les informations mentionnées dans cette section peuvent être confirmées par la base de données cinématographiques IMDb,  présente dans la section « Liens externes ».
1. Le Château de Preston (Preston Castle)
2. Le Castillo de San Marcos en Floride (Castillo De San Marcos)
3. La Purisima (La Purisima Mission)
4. La Plantation fantôme (Magnolia Plantation)
5. Le Théâtre Bird Cage (Birdcage Theater)
6. La Prison d'Eastern State (Eastern State Penitentiary)
7. La Brasserie Moon River (Moon River Brewing Company)
8. L'Auberge anglaise (Ancient Ram Inn)

### Saison 3 (2009-2010)
Sauf indication contraire, les informations mentionnées dans cette section peuvent être confirmées par la base de données cinématographiques IMDb,  présente dans la section « Liens externes ».
1. Live at The Trans-Allegheny Lunatic Asylum (Épisode spécial)
2. Live at The Trans-Allegheny Lunatic Asylum - The Cutdown (Épisode spécial)
3. Live at The Trans-Allegheny Lunatic Asylum - Post-mortem (Épisode spécial)
4. L'École de Pennhurst (Pennhurst State School and Hospital)
5. Poveglia, l'île maudite (Poveglia Island)
6. La Prison de Mansfield (maison de correction d’État de l'Ohio)
7. L'Usine Remington (Remington Arms Munitions Factory)
8. Le Club Old Washoe de Virginia City (Old Washoe Club and Chollar Mine)
9. L'Hôpital Linda Vista (Linda Vista Hospital)
10. Le Phare d'Execution Rocks (Execution Rocks)
11. Le Manoir de Prospect Place (Prospect Place)
12. Le Manoir Wolfe (Clovis Wolfe Manor)
13. Poveglia Island Special (Épisode spécial)

### Saison 4 (2010–2011)
1. Best Evidence (Épisode spécial)
2. Scariest Moments (Épisode spécial)
3. Les Âmes de Gettysburg (Gettysburg Orphanage/Jennie Wade House/Engine House)
4. L'Asile Rolling Hills (Rolling Hills Asylum)
5. Retour chez Bobby Mackey (Return to Bobby Mackey's)
6. Le Sanatorium de Waverly Hills (Waverly Hills Sanitarium)
7. L'hôtel Stanley (Stanley Hotel)
8. Bienvenue à Hill View Manor (Hill View Manor)
9. La Mine de Vulture City (Vulture Mine)
10. Une nuit sur l'USS Hornet (USS Hornet)
11. La Palazza Mansion
12. Les Esprits de Fort Chaffee (Fort Chaffee)
13. Aux portes de la Vallée de la mort (Amargosa Opera House)
14. Les Âmes du Fort Érié (Old Fort Erie)
15. Massacre à la hache dans l'Iowa (Villisca Axe Murder House)
16. La Morgue de Seattle (Kell’s Irish Pub Restaurant)
17. Pico House, Los Angeles (Pico House Hotel)
18. Retour à Goldfield Hotel (Goldfield)
19. Les Fantômes du Far West (Bonnie Spring Ranch)
20. Le Longfellow's Wayside Inn (Valentine's Day Special: Longfellow's Wayside Inn) (Épisode spécial de la Saint-Valentin)
21. Les Sorcières de Salem (Salem Witch House/Lyceum Restaurant)
22. Jerome, la ville fantôme (Jerome Grand Hotel)
23. L'Hôpital mémorial de Yorktown (Yorktown Hospital)
24. Madame Tussauds Wax Museum
25. Les Sous-sols de Sacramento (Sacramento Tunnels)
26. Le Barrage de Hales Bar (Hales Bar Marina and Dam)
27. La Prison d'esclaves (Kentucky Slave House)
28. 666 (Tooele Hospital)
29. Le Ranch de Loretta Lynn (Loretta Lynn's Plantation House)

### Saison 5 (2011)
1. Les Possédés d'Ashmore Estates (Ashmore Estates)
2. Le Tunnel des disparus (Mizpah Hotel)
3. Ghost Adventuras (Old Town San Diego)
4. La Malédiction des Winchester (Winchester Mystery House)
5. La Malédiction des Borden (Lizzie Borden House)
6. Le Village des secrets (Letchworth Village)
7. Retour à Virginia City (Return To Virginia City)
8. Rocky point manor (Rocky Point Manor)
9. La Sorcière blanche de la Jamaïque (Rose Hall)
10. L'Ancienne prison de Charleston (Old Charleston Jail)

### Saison 6 (2012)
1. Les hôtels de l'horreur (Horror Hotels & Deadliest Hospitals) (Épisode spécial)
2. Les meilleurs moments (Wickedest Women, Houses Of Terror & Bloodiest Battlefields) (Épisode spécial)
3. Les Tunnels de Portland (Shangaï Tunnels)
4. Le Manoir Peabody (Peabody-Whitehead Mansion)
5. L'Hôtel Copper Queen et la maison Oliver (The Cooper Queen Hotel/The Oliver House)
6. L'Hôtel National (The National Hotel)
7. Return To Linda Vista Hospital
8. La Famille Galka (The Galka Family)
9. L'Hôtel Riviera (The Riviera Hotel)
10. Les mystères de Londres - Les caves de l'enfer et le Hellfire's club (Hellfire Caves) (Épisode spécial)
11. Les mystères de Londres - Fort Horsted (Fort Horsted) (Épisode spécial)

### Saison 7 (2012-2013)
1. La Prison Central Unit (Central Unit Prison)
2. L'Excalibur et le cimetière de Bachelor's Grove (Excalibur Night Club/Bachelor's Grove)
3. Le Phare de Point Sur (Point Sur Lighthouse)
4. L’Hôtel Palmer House (Palmer House Hotel)
5. Le Manoir Black Moon (Black Moon Manor)
6. Le Presbytère de Sedamsville (Sedamsville Rectory)
7. Cripple creek
8. Dead Men Walking (Épisode spécial)
9. Brookdale lodge
10. La Maison Tor (Tor House)
11. Union station
12. Death By Wild West (Épisode spécial)
13. L'Hôtel Baker (Crazy Town/Baker Hotel)
14. Clinically Dead (Épisode spécial)
15. Killer Nightlife (Épisode spécial)
16. Do Not Disturb (Épisode spécial)
17. Home Sweet Hell (Épisode spécial)
18. La Première prison d’État du Wyoming (Wyoming Frontier Prison)
19. Snug Harbor (Sailor's Snug Harbor)
20. Passport To Hell (Épisode spécial)
21. Dungeons & Demons (Épisode spécial)
22. Bewitched & Bothered (Épisode spécial)
23. Obsessions & Possessions (Épisode spécial)
24. Le Funérarium de La Nouvelle-Orléans (Mystery Mansion (3 locations-New Orleans)
25. Enquête au Market Street Cinema (Market Street Cinema)
26. Armies of Darkness (Épisode spécial)
27. First Timers (Épisode spécial)
28. L'Hôtel Goldfield (Goldfield Hotel : Redemption)
29. Glen Tavern Inn
30. Natchez, Mississippi (King's Tavern)

### Saison 8 (2013)
1. Le Pioneer Saloon (Pioneer Saloon)
2. L'Auberge Black Swan (Black swann Inn)
3. L’Hôpital du comté de Tuolumne (Tuolumne General Hospital)
4. Le Pénitencier d'État du Missouri (Missoury State Penitentiary)
5. Le Théâtre Yost et l’hôtel Ritz (Yost Theater & Ritz Hotel)
6. Manoir victorien hanté (Haunted Victorian Mansion)
7. Up Close and Personal (Épisode spécial)
8. La Maison de l'Exorciste (The Exorcist House) (100ème épisode)
9. Alcatraz
10. Le Ranch Mustang (Mustang Ranch)
11. Le Manoir de Thornhaven (Thornhaven Manor)
12. Transylvanie, sur la piste de Dracula - Le château de Targoviste et la forêt de Hoia-Baciu (Halloween in Transylvania - Romania: Targoviste Castle and Hoia-Baciu Forest) (Épisode spécial)
13. Transylvanie, sur la piste de Dracula - Le château de Hundoara (Halloween in Transylvania - Romania: Hunedoara Castle) (Épisode spécial)
14. La bataille de Perryville; Les hôpitaux de campagne (Battle of Perryville: Field Hospital)

### Saison 09 (2014)
1. Le Fantôme de Sharon Tate[5] (Sharon Tate Ghost/The Oman House)
2. La Plantation de Myrtles (The Myrtles Plantation)
3. Le Fantôme de George Washington (George Washington Ghost/Morris Jumel Mansion)
4. Bannack, ville fantôme (Hotel Meade/Bannack Ghost Town)
5. L'Usine de la peur (Fear Factory)
6. Le Parc d'Heritage Junction (Heritage Junction)
7. La Bataille de Los Angeles (Hotel MacArthur Museum/Battle Of Los Angeles)
8. Zak Bagans et les catacombes de Paris (Netherworld : Paris Catacombs) (Épisode spécial)
9. Hôtel Saint James (St. James Hotel)
10. La Ferme de Fox Hollow (Fox Hollow Farm)
11. Les Fantômes de Savannah (Haunted Savannah)
12. La Maison Whaley (Whaley House)
13. Hôtel Overland (Overland Hotel And Saloon)
14. La Prison de Licking County (Old Licking County Jail)

### Saison 10 (2014-2015)
1. Le Queen Mary (Queen Mary)
2. Le Manoir Lemp (Lemp Mansion)
3. Zozo le démon, Oklahoma City (Zozo Demon)
4. L'Île aux poupées (Island Of Dolls)
5. Irlande, sur la terre des démons - Le château de Leap et le club Hell Fire (Halloween Special : Ireland's Celtic Demons - Leap Castle and Montpelier Hill) (Épisode spécial)
6. Irlande, sur la terre des démons - Loftus Hall (Halloween Special : Ireland's Celtic Demons - Loftus Hall) (Épisode spécial)
7. La Malédiction de la famille Bell (Bell Witch Cave)
8. La Maison de Sallie (Sallie House)
9. Le Sanatorium de Nopeming (Nopaming Sanatorium)
10. La Ville fantôme (Apache Junction)
11. Retour à Tombstone (Return To Tombstone)
12. Le Démon de Seattle (Demons In Seattle)
13. L'Hôtel de l'horreur (Texas Horror Hotel)

### Saison 11 (2015)
1. Le Manoir Edinburgh (Edinburgh Manor)
2. La Prison d'État du Montana (Old Montana State Prison)
3. Le Château de Manresa (Manresa Castle)
4. L'Hôpital du comté de Lincoln (Old Lincoln County Hospital)
5. Fantômes du Far West (Haunted Harvey House)
6. Los Coches Adobe
7. Les Cavernes du Grand Canyon (Grand Canyon Caverns)
8. Les Fantômes d'Hollywood (Haunted Hollywood)
9. La Résidence des Odd Fellows (Oddfellow's Asylum)
10. Le Clown Motel et le lycée Goldfield (Clown Motel/Goldfield HS)
11. Deadwood, la ville des fantômes - L'Hôtel Bullock et Le saloon de Wild Bill (Halloween special : Deadwood city of ghosts - Bullock hotel and Wild Bill Saloon) (Épisode spécial)
12. Deadwood, la ville des fantômes - L'hôtel Fairmont et La Maison Adams (Halloween special : Deadwood city of ghosts - Fairmont hotel and Adams Family) (Épisode spécial)
13. L'Hôtel de Hot Lava Springs (Lava Hot Springs Inn)

### Saison 12 (2016)
1. Le Dahlia Noir (Black Dahlia House)
2. Casa de Rosas: Le Labo Secret de la Scientologie (Secret Scientology Lab)
3. Le Manoir de Braken Fern et la maison Tudor (Bracken Fern Manor and Tudor House)
4. Retour au Riviera (Return To The Riviera)
5. La Ville Chinoise de Locke (Chinese Town Of Locke)
6. Le Star of India (Star Of India)
7. Le Restaurant "Family Tree" de Leslie (Leslie's Family Tree Restaurant)
8. La Prison de Yuma (Hell Hole Prison)
9. Les Dômes de Casa Grande (The Domes)
10. Prison d'Etat du Nevada (Nevada State Prison)
11. Retour dans la Maison des Winchester (Return to Winchester Mystery House)
12. Le Ranch Stardust (Stardust Ranch)
13. Le Musée Hanté (Haunted Museum)

### Saison 13 (2016-2017)
1. La mine d'or du Colorado (Colorado Gold Mine)
2. La Mackay Mansion (MacKay Mansion)
3. Le Palace Saloon (Palace Saloon)
4. La maison du mal de Reseda (Reseda House of Evil)
5. Dorothea Puente, serial killeuse (Dorothea Puente Murder House)
6. Route 666 - Le De Soto Hôtel et le cimetière Concordia (Halloween special : road 666 - De Soto Hotel and Concordia Cemetery) (Épisode spécial)
7. Route 666 - Le pont de Goatman (Halloween special : road 666 - Goatman's Bridge) (Épisode spécial)
8. Hôtel Metlen (Metlen Hotel)
9. Le refuge de Sainte-anne (St. Ann's Retreat)
10. L'orphelinat de Twin Bridges (Twin Bridges Orphanage)
11. La maison-close Dumas (Dumas Brothel)
12. La maison de la famille Zalud (Zalud House)
13. Le sanatorium de San Haven (Dakota's Sanatorium of Death)

### Saison 14 (2017)
1. L'hôtel Stone Lion (Stone Lion Inn)
2. Double Meurtre à LA (Freak Show Murder House)
3. La maison du mauvais Samaritain (Samaritan Cult House)
4. Le restaurant Double Eagle (Double Eagle Restaurant)
5. Silent Movie Theater
6. Exorcisme à Erié (Exorcism In Erie)
7. Le canyon Skinwalker (Skinwalker Canyon)
8. La malédiction de Upper Fruitland (Upper Fruitland Curse)
9. Les sorcières de Magna (Witches in Magna)
10. Le Viper Room (The Viper Room)
11. Asylum 49

### Saison 15 (2017-2018)
1. Golden, ville fantôme (Golden Ghost Town)
2. Possession démoniaque à Ogden (Ogden Possession)
3. Hantise à Vicksburg: Le Mcraven Mansion (Hauntings of Vicksburg: McRaven Mansion) (Épisode spécial)
4. Hantise à Vicksburg: Démons et poupées (Hauntings of Vicksburg: Demons and Dolls) (Épisode spécial)
5. Hantise à Vicksburg: Esprits assiégés (Hauntings of Vicksburg: Spirits Under Siege) (Épisode spécial)
6. Hantise à Vicksburg: Le champ de bataille de champion Hill (Hauntings of Vicksburg: Champion Hill Battlefield) (Épisode spécial)
7. Le musée à rendre fou (Halloween special : Museum of madness) (Épisode spécial)
8. La malédiction d'Annabelle (Halloween Special: Annabelle's Curse) (Épisode spécial)
9. L'école pour enseignants d'Albion (Albion Normal School)
10. Le musée de Mountain West (Museum of the Mountain West)
11. Le Pythian Home du Missouri (Pythian Castle)
12. Le musée du Titanic (The Titanic Museum)
13. L'auberge de Wolf Creek (Wolf Creek Inn)
14. La ville minière d'Eureka (Eureka Mining Town)
15. Exorcisme à Las Vegas (Sin City Exorcism)
16. Phelps Dodge, l'hôpital maudit (Phelps Dodge Hospital)
17. L'abattoir de Tucson (The Slaughter House)
18. Face à nos pires cauchemars (True nightmares) (Épisode spécial)

### Saison 16 (2018)
1. Demon house (Épisode spécial)
2. Le musée Ripley de Hollywood (Ripley's Believe It or Not)
3. Les mystères du légendaire Alley Studio (The Alley of Darkness)
4. La mine Kennedy (Kennedy Mine)
5. Le Tribunal et la Prison du Conté de Gila (Old Gila County Jail and Courthouse)
6. Hotel Léger (Hotel Leger)
7. La forêt enchantée (Enchanted Forest)
8. Le Club Old Washoe chapitre final (The Washoe Club Final Chapter)
9. L'école Lewis Flats (Lewis Flats School)
10. Kay's Hollow (Kay's Hollow)

### Saison 17 (2018-2019)
1. Cimetière du pacifique: Les dessous d'Astoria (Graveyard of the Pacific: Astoria Underground) (Épisode spécial)
2. Cimetière du pacifique: Le Norblad hostel (Graveyard of the Pacific: Norblad Hostel) (Épisode spécial)
3. Cimetière du pacifique: La maison du commandant (Graveyard of the Pacific: Commander's House) (Épisode spécial)
4. Cimetière du pacifique: Le phare du cap disappointment (Graveyard of the Pacific: Cape Disappointment) (Épisode spécial)
5. Live au Haunted Museum (Halloween Special: The Haunted Museum live) (Épisode spécial)
6. Idaho State Reform School (Idaho State Reform School)
7. La maison Westerfeld (Westerfeld House)
8. Crise à Oakdale (Crisis in Oakdale)
9. Tintic Mining District (Tintic Mining District)
10. Terreur à Fontana (Terror in Fontana)
11. Le cimetière aérien de Riverside (Riverside Plane Graveyard)
12. Demon house - The lost footage (Épisode spécial)
13. La malédiction de River Bend: Le McPike Mansion (Curse of the River Bend: McPike Mansion) (Épisode spécial)
14. La malédiction de River Bend: Le minérale Springs Hotel (Curse of the River Bend: Mineral Springs Hotel) (Épisode spécial)

### Saison 18 (2019)
1. Attraction les portes de l'enfer (Gates of Hell House)
2. Le Palomino Club (Palomino Club)
3. Le casino Lutes (Lutes Casino)
4. L'hôtel Melrose (Melrose Hotel)
5. L'hôtel et le casino Binion (Binion's Hotel and Casino)
6. La maison d'American Horror Story (The Woodbury: Home of American Horror Story)
7. L'hôtel Crescent (Crescent Hotel)
8. L'hôpital St Ignatius (St. Ignatius Hospital)
9. Le ranch Mount Wilson (Mount Wilson Ranch)
10. Panique à Amarillo (Panic in Amarillo)
11. L'hôtel Union (Union Hotel)
12. L'hôpital des tuberculeux de l'Idaho (Idaho State Tuberculosis Hospital)
13. Hantise à Scottsdale (A Haunting in Scottsdale)

### Saison 19 (2019-2020)
1. Harrisville la ferme du diable (Halloween special : Curse of the Harrisville Farmhouse) (Épisode spécial)
2. Serial Killer Spirits 1 - H.H. Holmes Murder House (Épisode spécial)
3. Serial Killer Spirits 2 - La prison de John Gacy (John Gacy Prison) (Épisode spécial)
4. Serial Killer Spirits 3 - Axe Killer Jail (Épisode spécial)
5. Serial Killer Spirits 4 - La maison abandonnée de Ted Bundy (Ted Bundy Ritual House) (Épisode spécial)
6. Le château d'Albion (Albion Castle)
7. La ville fantôme de Cerro Gordo (Cerro Gordo Ghost Town)
8. Rituels à Pasadena (Pasadena Ritual House)

### Saison 20 (2020)
1. Horreur à Biggs (Horror in Biggs)
2. Le chateau Franklin (Franklin Castle)
3. Brasserie de la mort (Union brewery of death)
4. Cauchemar à Antelope (Nightmare in Antelope)
5. Un intrus chez les Goodwin (Goodwin home invasion)
6. La forêt hantée (Haunted hollow forest)
7. Le poltergeist de Chinatown (The Chinatown poltergeist)
8. Au-delà de l'aubaine (Beneath the bonanza)
9. Le district des damnés (Industrial district of the damned)
10. Le London bridge (London Bridge)
11. La ferme Graber (The Graber farm entity)
12. Bain de sang au Lupanar (Bloodshed in the bordello)
13. Quarantine : Perimeter of fear (Épisode spécial)
14. Quarantine : Extension of darkness (Épisode spécial)
15. Quarantine : The summoning experiments (Épisode spécial)
16. Quarantine : The Dybbuk box - The opening (Épisode spécial)

### Saison 21 (2021)
1. Dans l'antre du Tiger King (Halloween special : Horror at Joe exotic zoo) (Épisode spécial)
2. Le train fantôme d'Ely (Ghost train of Ely)
3. Hôtel El Rancho (El Rancho hotel)
4. Maison close Painted Lady (Painted Lady brothel)
5. Le Comedy Store (The Comedy store)
6. L'hôtel Cecil (Cecil Hotel) (Épisode spécial)
7. La maison de la Brujería (House of Brujeria)
8. La malédiction de Ranch Island (Curse of Ranch Island)
9. Perturbations à Wickenburg (Disturbed in Wickenburg)
10. Le Joshua Tree Inn (The Joshua Tree inn)
11. Chaos à Millwille (Mayhem in Millville)
12. Moulin Benson (Benson Grist mill)
13. Les âmes perdues du Berkeley (Lost souls of the Berkeley)

### Saison 22 (2021-2022)
1. La malédiction du grand lac salé (The Great Saltair Curse)
2. Terreur au magasin de jouets (Terror at the Toy Shop)
3. Collines hantées à Hollywood (Haunting in the Hills)
4. Société secrète à Virginia City (Territorial Enterprise)
5. Urgence à Elk Grove (Emergency in Elk Grove)
6. Chaos à Carbon County (Carbon County Chaos)
7. L'hôtel Goldfield (Goldfield Hotel) (Épisode spécial)
8. Montecito, manoir du mystère (Montecito Mansion of Mystery)
9. Chaos à Mountain Oaks (Mountain Oaks Mayhem)
10. Cauchemar à Pacific Grove (Pacific Grove Nightmare)
11. Le manoir Whitmore (Whitmore Mansion)
12. Panique sur Pine Street (Panic on Pine Street)
13. Le commissariat de L.A. (L.A. Police Station Invasion)
14. Pétrifiés à Pahrump (Petrified in Pahrump)
15. La maison hantée de Steinbeck'' (Steinbeck House Haunting)

### Saison 23 (2022)
1. Enfer chez les Henderson (Henderson hell house)
2. L'école maudite de Old Bullion Plaza (Old Bullion plaza school)
3. Dans l'antre du diable (Devil's den) (Épisode spécial)
4. Souffrance au sanatorium (Acadia Ranch sanitorium)
5. Ciné-cauchemar à L.A. (Nightmare at the Roxie)
6. Le manoir meurtrier de Los Feliz (Los Feliz murder house) (Épisode spécial)
7. The most terrifying moments on Travel Channel (Épisode spécial)
8. Les âmes perdues de Kingman (Lost souls of kingman)
9. Le triangle de Lovelock (Lovelock triangle)
10. L'île maudite de Santa Catalina (Curse of Catalina Island)
11. Vengeance à Oxnard (Vengeance in Oxnard)

### Saison 24 (2023)
1. Lac Mead (Lake of death) (Épisode spécial)
2. L'hôtel Barclay (Hotel Barclay)
3. Confinés à Lancaster (Lockdown in Lancaster)
4. Effroi à Flagstaff (Fear in Flagstaff)
5. Chasse à Stow House (Stow house haunting)
6. La ville fantôme de Mentryville (Mentryville ghost town)
7. L'hôtel San Carlos (Hotel San Carlos)
8. Le ranch King Gillette (King Gillette Ranch)
9. Abandonnés à Elko (Abandoned in Elko)
10. Le village des âmes perdues (Village of lost souls)
11. Terreur à Tempe (Terror in Tempe)
12. La bête de West Hills (The beast of West Hills)

### Saison 25 (2023-2024)
1. Devil Island (Épisode spécial)
2. La ville fantôme de Sutro (Sutro ghost town)
3. Ghost island (Ghost island)
4. Le château de Scotty (Scotty's castle)
5. Le ranch Orcutt (Orcutt Ranch)
6. Cauchemar à Northridge (Nightmare in Northridge)

### Saison 26 (2024)
1. L'invasion des skinwalkers (Skinwalker invasion) (Épisode spécial)
2. Terreur sur la 25ème rue (Terror on 25th Street)
3. L'hopital de l'horreur (LA Hospital of Horror)
4. L'hotel Congress (Hotel Congress)
5. Belmont Ghost Town

## Phénomènes paranormaux observés selon les trois enquêteurs
- Si vous ne connaissez pas le sujet, laissez ce bandeau (vous pouvez alors contacter les auteurs).
- Si vous supprimez le contenu mis en cause (vous pouvez préalablement contacter les auteurs),

argumentez précisément cette suppression dans la page de discussion
(un manque de référence n'est pas un argument ; une recherche réelle de référence doit avoir été effectuée, être formellement documentée).

### PVE: phénomènes de voix électroniques
Rares sont les épisodes où des PVE ne sont pas captés. Cependant, les PVE sont rarement clairs et peuvent être diversement interprétés.

### Bruits de pas
Aaron Goodwin en entend distinctement alors qu'il est seul dans une pièce dans la prison d'Eastern State (saison 2 épisode 6).

### Apparitions

#### Sur vidéo
Dans l'épisode 12 de la saison 4 (Les âmes du Fort Erié), Daryl, invité de l'émission dont les ancêtres ont participé à la bataille, est seul dans la cuisine. Alors qu'une caméra le filme, on voit nettement une ombre bouger sur un mur alors que Daryl n'a pas bougé et que ce n'est donc pas son ombre. Dans le tout premier épisode de la série, le Bar "Bobby Mackey's Music World", au sous-sol les enquêteurs ont pu enregistrer une apparition sombre au fond de la pièce grâce à une caméra. Egalement dans l'épisode 5 de la saison 1 (les fantômes de la fonderie Sloss), une ombre apparait dans une galerie souterraine après que Nick ai quitté sa chaise après avoir entendu une voix. Dans l'épisode 6 de la saison 5 (Le village des secrets), le même genre de masse sombre est filmé derrière une fenêtre donnant sur une pièce voisine de l'hôpital psychiatrique.
Dans l'épisode 1 de la saison 4 (Les âmes de Gettysburg), Zak a pu filmer grâce à une caméra infrarouge la silhouette lointaine d'un soldat.
Dans l'épisode 8 de la saison 7 (Brookdale Lodge), dans le restaurant de la crique une caméra thermique filme un buste qui ne correspond à aucun des enquêteurs ni aucune personne vue à ce moment-là, à quelques mètres de Nick Groff.

#### Sur photo
Dans l'épisode 2 de la saison 4 (l'asile Rolling Hills), une grande silhouette apparait nettement sur deux photos.

### Orbes et boules lumineuses
Dans l'épisode 6 de la saison 1 (L'Hôpital psychiatrique du New Jersey), deux petites boules de lumière foncent sur Zak et Nick juste avant qu'ils n'éprouvent des sensations. Dans l'épisode 8 de la saison 4 (Une nuit sur l'USS Hornet), une caméra filme un petit objet lumineux traverser un couloir du porte-avions dans sa longueur. Trois boules lumineuses ont été filmées (à divers moments) dans l'épisode 7 de la saison 2 (la brasserie Moon River).

### Autres lumières
Dans l'épisode 7 de la saison 12 (La première prison d’État du Wyoming), à plusieurs reprises des lumières semblables à des lampes torches que portaient autrefois les gardiens sont vues par l'équipe.

### Jets de projectiles
Dans l'épisode 7 de la saison 4 (La mine de Vulture city), les trois chasseurs de fantômes soupçonnent un fantôme d'avoir jeté une pierre à travers une fenêtre brisée, un phénomène qu'une enquêtrice paranormale précédemment venue ici leur expliquait avoir déjà vécue ici.

### Déplacements d'objets
Dans l'épisode 4 de la première saison (La Maison des Riddle), Aaron prend peur à la suite de la chute d'une cage à oiseaux d'une table dans le grenier, chute filmée par une caméra. Dans l'épisode 3 de la saison 6 (L'hôtel Copper Queen et la maison Oliver), une caméra filme un rideau de douche qui bouge sans qu'aucun des enquêteurs ne l'ai touché. Dans l'épisode 6 de la saison 10 (La maison de Sallie), alors que Zak et Aaron cherchent à collecter des PVE dans la chambre d'enfant, Billy et Jay aperçoivent depuis leur QG que la caméra a filmé un ours en peluche situé par terre faire une rotation, sans que leurs 2 collègues sur place ne s'en rendent compte.

### Attaques d'entités négatives
Dans le tout premier épisode de la série, le Bar "Bobby Mackey's Music World", des griffures sont apparues sur le dos de Zak après qu'il a provoqué les esprits.

### Possessions démoniaques
Au cours de l'épisode 3 de la saison 3 (Poveglia, l'île Maudite), Zak s'énerve un moment sur Aaron. Mais il a affirmé après n'avoir pas été lui-même et que ce n'est pas lui qui parlait.
Au cours de l'épisode 7 de la saison 2 (La brasserie Moon River), Nick Groff affirme, comme partiellement possédé un moment, avoir ressenti une envie de tuer ses deux camarades Zak et Aaron. Aaron a été victime du même phénomène dans l'épisode 3 de la saison 4 (Retour chez Bobby Mackey), prétendant avoir ressenti un court moment de la haine pour le prêtre jetant de l'eau bénite.

### Autres sensations tactiles
Dans l'épisode 6 de la saison 4 (Bienvenue à Hill view Manor), Zak éprouve par deux fois des sensations tactiles. Il ressent un moment une entité qui lui attrape le bras et à un autre une main sur son dos.